# Lycosa barnesi
Lycosa barnesi este o specie de păianjeni din genul Lycosa, familia Lycosidae, descrisă de Gravely în anul 1924. Conform Catalogue of Life specia Lycosa barnesi nu are subspecii cunoscute.